# تپه تک قلعه
تپه تک قلعه مربوط به دوران‌های تاریخی پس از اسلام است و در شهرستان بوئین‌زهرا، روستای چوبینه واقع شده و این اثر در تاریخ ۱۰ مهر ۱۳۸۰ با شمارهٔ ثبت ۴۱۱۶ به‌عنوان یکی از آثار ملی ایران به ثبت رسیده است.